# La Coche
La Coche est un petit îlet inhabité de l'archipel des Saintes, aux Antilles françaises. Il est administrativement rattaché à la commune de Terre-de-Bas.

## Géographie
La Coche est située à 750 mètres à l'ouest du Grand Ilet dont elle est séparée par la passe des Dames et à l'est des Augustins par un étroit et dangereux bras de mer, la passe des Souffleurs. 
L'îlet mesure approximativement 150 mètres de largeur pour 800 mètres de longueur. Il s'étale dans la longueur de la pointe sud-est à la pointe nord-ouest et se caractérise par une côte de falaises abruptes du côté du canal de la Dominique et un versant sablonneux s'ouvrant sur Terre-de-Haut.